# 支棱體育場
支棱體育場（越南语：／）是一座位於越南峴港市綜合體育場。它為峴港SHB足球俱樂部的主場，可容納28000人。2016年亞洲沙灘運動會開閉幕典禮於此舉行。
16°04′11″N 108°12′59″E / 16.069609°N 108.216475°E